# Joachim Lambek
Joachim Lambek (5 décembre 1922 à Leipzig - 23 juin 2014) est un mathématicien canadien. Il est professeur de mathématiques émérite à l'université McGill, où il fait son doctorat en 1950 sous la direction de Hans Zassenhaus.

## Travail académique
Lambek dirige les thèses de dix-sept étudiants et a soixante-trois descendants académiques. La revue Mathematical Reviews lui attribue plus de 100 publications, dont 6 livres. Ses premiers travaux portent principalement sur la théorie des modules. Dans l'un de ses premiers articles (Lambek et Moser 1954) est prouvé le théorème de Lambek-Moser sur les suites d'entiers. Ses travaux plus récents portent sur les prégroupes (en) et les langages formels ; ses premiers articles dans le domaine sont (Lambek 1958) et (Lambek 1979). Il est connu, entre autres, pour le calcul de Lambek (en), une formalisation logique des aspects mathématiques de la syntaxe des langages naturels, ce qui a eu un grand impact dans le domaine de la linguistique informatique.

## Œuvres

### Livres
- Nathan Jacob Fine, Leonard Gillman (en) et Joachim Lambek, Rings of Quotients of Rings of Functions, McGill University Press, 1966 (MR 0200747)
- Joachim Lambek, Lectures on Rings and Modules : With an appendix by Ian G. Connell, Blaisdell Publishing, 1966 (MR 0206032, lire en ligne)
- Joachim Lambek, Completions of Categories : Seminar Lectures given in 1966 in Zürich, Berlin, New York, Springer-Verlag, coll. « Lecture Notes in Mathematics » (no 24), 1966 (MR 0209330)
- Joachim Lambek, Torsion Theories, Additive Semantics, and Rings of Quotients : With an appendix by H. H. Storrer on torsion theories and dominant dimensions, Berlin, New York, Springer-Verlag, coll. « Lecture Notes in Mathematics » (no 177), 1971 (MR 0284459)
- Joachim Lambek et Philip J. Scott, Introduction to Higher Order Categorical Logic, Cambridge University Press, 1986, 293 p. (ISBN 978-0-521-35653-4, MR 856915, lire en ligne)
- William S. Anglin et Joachim Lambek, The Heritage of Thales, Berlin, New York, Springer-Verlag, coll. « Undergraduate Texts in Mathematics », 1995, 331 p. (ISBN 978-0-387-94544-6, MR 1369087, lire en ligne)
- Claudia Casadio et Joachim Lambek, Computational Algebraic Approaches to Natural Language, Polimetrica (it), 2008, 300 p. (ISBN 978-88-7699-125-7)
- Joachim Lambek, From Word to Sentence : A Computational Algebraic Approach to Grammar, Polimetrica, 2008, 148 p. (ISBN 978-88-7699-117-2, lire en ligne)

### Articles
- Joachim Lambek et L. Moser, « Inverse and complementary sequences of natural numbers », Amer. Math. Monthly, vol. 61, no 7,‎ 1954, p. 454-458 (DOI 10.2307/2308078, JSTOR 2308078, MR 0062777)
- Joachim Lambek, « The mathematics of sentence structure », Amer. Math. Monthly, vol. 65, no 3,‎ 1958, p. 154-170 (DOI 10.2307/2310058, JSTOR 1480361)
- Joachim Lambek, « Bicommutators of nice injectives », Journal of Algebra, vol. 21,‎ 1972, p. 60-73 (DOI 10.1016/0021-8693(72)90034-8, MR 0301052)
- Joachim Lambek, « Localization and completion », Journal of Pure and Applied Algebra, vol. 2, no 4,‎ 1972, p. 343-370 (DOI 10.1016/0022-4049(72)90011-4, MR 0320047)
- Joachim Lambek, « A mathematician looks at Latin conjugation », Theoretical Linguistics, vol. 6, no 2,‎ 1979, p. 221-234 (ISSN 0301-4428, DOI 10.1515/thli.1979.6.1-3.221, MR 589163)